# 백제기
《백제기》(百濟記)는 백제의 사서이다. 일본의 가장 오래된 정사(正史)인 《일본서기》(일본어: 日本書紀/にほんしょき)에 나와 있는 백제삼서 중의 하나이며, 가장 이른 시기에 인용되어 있는 책이다. 《일본서기》신공기(神功紀)와 응신기(應神紀)에 걸쳐서 출전을 일일이 밝히지 않은 경우에도 이 《백제기》를 인용했거나 《백제기》를 기초자료로 이용하여 작성한 내용이 적지 않은 것으로 생각된다.

## 《백제기》의 내용과 성격
《일본서기》 안에서 《백제기》가 직접적으로 인용된 부분은 신공기 62년조, 응신기 8년 봄3월조와 25년조, 웅략기(雄略紀) 20년조이다. 《백제기》의 내용상 성격은 백제와 왜의 통교라는 역사 사실과 함께, 백제의 장수이자 귀족이었던 목라근자(木羅斤資)와 목만치(木滿致) 부자의 활동을 중심으로 백제의 역사를 서술한 것으로 생각된다. 《일본서기》 신공기 49년(369) 목라근자와 사사노궤 등이 이끄는 병력이 가야 7국과 전라도 지역을 평정하였다는 기록도 원래는 《백제기》에 수록된 내용의 하나였을 것으로 짐작되며, 《백제기》가 마지막으로 인용된 웅략기 20년(475) 기사도 백제의 수도 한성 함락, 즉 목만치(목례만치)가 문주왕을 따라 남쪽으로 간 시점이다. 《일본서기》에 인용된 《백제기》 자체는 백제 대성팔족의 하나인 목(木)씨의 가전(家傳) 즉 집안 전승 기록의 형식을 띠고 있으며 백제가 아닌 일본 열도에서 성립된 것이지만 가야 왕족들의 백제 망명, 목만치와 구이신왕의 어머니 사이에 있었던 추문 같은, 백제의 내부 사정에 대해서도 자세하게 기록하고 있는 것을 감안할 때, 그 원전은 백제에서 성립된 원사료를 바탕으로 하고 있을 것으로 생각된다.

## 용어사용
《백제기》의 전반적인 내용은 백제를 마치 왜에 종속된 신하국이었던 것처럼 기술하고 있으나, 응신기 8년 봄3월조에 인용된 《백제기》에서 '선왕의 우호를 닦았다'고 한 것은 《삼국사기》에서 전하는 삼국과 왜의 관계에 대한 인식과도 공통되는 점이다. 관련기사들 속에서 추출한 인명과 지명은, 한반도의 인명지명이 결여되어 있는 진구 황후의 삼한정벌기사와는 확연히 구별되며, 《삼국사기》나 《삼국유사》의 그것과도 상당한 정합성을 보이고 있다. 또한 대성(大城)이나 대후(大后) 같은, 한국의 다른 사료에서는 찾아볼 수 없는 용어가 등장하는 점도 흥미롭다.

### 일본을 지칭한 용어
일본 즉 왜국과 그 왕을 가리켜 《백제기》는 귀국(貴國)ㆍ대왜(大倭) 내지는 '천황(天皇)'이라고 부르고 있는데, '귀국'이라는 용어는 《백제기》안에서만 보이는 용어이며, 일본을 지칭하는 2인칭의 용어로 보든 '귀한 나라' 내지는 '존엄한 나라'라는 뜻으로 읽든 간에 원래 백제에서 쓰이던 용어가 아니라는 점은 분명하다. 이밖에 왜 조정을 국한해서 지칭하는 용어로 천조(天朝)라는 용어도 사용되고 있으나 모두 《일본서기》편찬단계에서 원문이 개서된 것으로 여겨진다.

### 백제에 대한 호칭
백제인들이 편찬한 역사책을 원전으로 하고 있음에도 불구하고, 《일본서기》안에 인용된 《백제기》의 기록 가운데에서도 백제가 주체로 되어 있는 기록(응신기 8년ㆍ25년조, 웅략기 20년조)과 함께 제3자로 취급된 기록(신공기 62년조)가 양립하고 있다. 하지만 신공기 62년조를 제외하면 대개는 '이에 우리(我)의 침미다례를 빼앗았다[故奪我沈彌多禮]'거나, 목만치의 행적을 기록하면서 '우리 나라(我國)로 들어와서[來入我國]', '우리 나라(我國)의 국정을 잡았다[執我國政]'라고 적는 등 대체로 백제가 주체가 된 기록이 주를 이루고 있다.

## 기년 표기
《일본서기》웅략기 20년조에 인용된 《백제기》는 '개로왕 을묘년 겨울' 즉 왕의 이름과 간지, 계절로 기년을 나타내고 있다. 이것은 《삼국사기》에서도 많이 보이는 기년표기 방법이지만, 왕의 재위년수로 기년을 표기한 《삼국사기》와는 원칙적으로 다른 기년법이며 《일본서기》의 원칙과도 차이가 있다. 하지만 『무령왕릉매지권』이나 『사택지적비』같은 백제 금석문을 비롯해 신라와 일본의 고대 금석문에서도 간지로 기년을 밝힌 사례가 적지 않다. 《삼국사기》나 《일본서기》의 그것과 같은, '○○왕 ○○년' 혹은 '□□ ○년' 하는 식으로, 연호 내지는 국왕의 재위년수로 기년을 표기하는 방법은 간지로만 기년을 밝히는 방법보다 새로운 것이며, 기존의 간지만 써서 기년을 표기하는 전통방식과 결합된 과도기적 단계의 기년표기법이 바로 《백제기》에서 왕의 이름과 간지를 함께 사용해 적은, 기년표기방식으로 추정되며, 기록대상이 된 시점에서 멀지 않은 시기의 원본 《백제기》가 《일본서기》인용 《백제기》의 모본으로서 존재했음도 알 수 있다.

## 참고 문헌
- 「백제문화사대계 연구총서」 제12권, '백제의 문화와 생활'

## 같이 보기
- 일본서기
- 백제삼서
- 백제본기
- 백제신찬